# ドミトリー・シシキン
ドミトリー・イーゴレヴィチ・シシキン（ロシア語：Дмитрий Игоревич Шишкин、ラテン文字転写：Dmitry Igorevich Shishkin、1992年2月12日 - ）は、ロシア生まれの男性ピアニスト。

## 略歴
1992年2月12日にロシアのチェリャビンスクで生まれ、ピアニストであった母親から手ほどきを受けてピアノを学習。4歳になるとモスクワ州チャイコフスキー音楽院の特別子供学校で学び、9歳でモスクワのグネーシン音楽大学に入学。ジュネーヴ国際ピアノコンクール優勝等、数々の国際ピアノコンクールに入賞し、活動を幅を広げているピアニストである。

## 入賞歴
- 2013年 ブゾーニ国際ピアノコンクール 第3位
- 2015年 ショパン国際ピアノコンクール 第6位[2]
- 2018年 ジュネーヴ国際ピアノコンクール 第1位[3]
- 2019年 チャイコフスキーピアノコンクール 第2位[4]